# Langkoeas (schip, 1930)
De Langkoeas, Balinees voor de plant laos, was een Nederlands vrachtschip van de Nederlands-Indische Maatschappij voor Zeevaart. Het schip was het voormalige vrachtschip Stassfurt van de Duitse rederij Hapag-Lloyd dat op 10 mei 1940 te Tjilatjap door de Nederlandse strijdkrachten in beslag was genomen.
Het schip was onder leiding van kapitein J. Kreumer onderweg van Soerabaja naar Egypte toen het op de Javazee op 2 januari 1942 werd getorpedeerd door de Japanse onderzeeboot I 58. De volledige bemanning van de Langkoeas wist in twee sloepen van het zinkende schip af te komen. Maar de Japanse onderzeeboot ramde een van de sloepen en nam de andere sloep onder schot met mitrailleurvuur. Door deze actie wisten uiteindelijk maar drie van de 94 opvarenden deze aanval te overleven volgens één bron en overleefden 44 van 135 opvarenden de gebeurtenis volgens een andere bron.